# Turmhügel Schlossbuck
Der Turmhügel Schlossbuck ist eine abgegangene Motte und späteres Schloss am Nordostrand des Ortsteils Haundorf der Gemeinde Schnelldorf im mittelfränkischen Landkreis Ansbach in Bayern.

## Geschichte
Die ersten Hinweise auf die Burg stammen aus dem 14. Jahrhundert. Im Jahr 1334 nannte sich Kunrad von Ellrichshausen „Rizzel von Haundorf“, er dürfte somit auch dort seinen Sitz besessen haben. Ab 1364 nannte sich ein Brand von Seinsheim „Ritter von Haundorf“. Die Herren von Seinsheim verkaufen 1378 Burg und Dorf an (einen anderen?) Kunrad von Ellrichhausen. Dessen Familie wird 1483 mit der bis dahin offenbar allodialen Burg durch die Markgrafen von Ansbach belehnt. 1498 folgte dem Kauf durch Carl von Heßberg die Einrichtung eines Amtes im Schloss. 1558 ging das Schloss durch Heirat wieder an die Herren von Seinsheim. Aufgrund starker Verschuldung mussten diese ihren Haundorfer Besitz 1597 an die Markgrafen von Ansbach veräußern. Bis zu ihrer Zerstörung im Dreißigjährigen Krieg diente die Burg als Sitz einer Vogtei. 1707 wurde das Areal an den Bauern Martin Heßler verkauft, der darauf ein Haus bauen sollte.

## Beschreibung
Die Burg ist heute im Gelände nur noch zu erahnen. Das Innere der Anlage ist durch einen modernen Bauernhof überbaut, es ist gegenüber der Umgebung kaum erhöht. Im Westen und Norden lassen sich noch Spuren einer doppelten Wall-Graben-Anlage von ca. 100 m Durchmesser erkennen. Die Gräben dürften ursprünglich durch den Rotbach mit Wasser gespeist worden sein.
Der Zeitpunkt des Ausbaus der Motte zu einem Schloss ist nicht sicher belegt, dies dürfte am Ende des 15. Jahrhunderts geschehen sein. Am Ende des 16. Jahrhunderts bestand das Schloss aus einem „altfränkischen“ Gebäude mit zwei steinernen Stockwerken und einem Fachwerkgeschoss. Zu den Nebengebäuden zählte das 1575 erneuerte „Reuterhaus“, das mit zwei Wassergräben umgeben war.